# Woodie Smalls
Sylvestre Salumu (Sint-Niklaas, 18 juni 1996), artiestennaam Woodie Smalls, voorheen ook Woods, is een Belgische rapper. Zijn fans zijn voor een groot deel buiten België te vinden. Begin 2016 stond hij op het Amerikaanse festival South by Southwest. Zijn nummer 'Tokyo drift' zit in het spel NBA 2K18. Hij is de broer van basketballer Jean Salumu.

## Biografie
Salumu groeide op in Sint-Niklaas en begon rond zijn achtste te rappen bij een oom die een muziekstudio aan huis had. Sinds het begin is het een logische keuze voor hem om in het Engels te rappen, omdat hij die taal vlotter, speelser en dreamy vindt. Zijn ouders, die vooral naar Afrikaanse muziek luisteren, drongen er op zijn vijftiende tevergeefs op aan om met het rappen te stoppen. Hij heeft Smalls in zijn alias, maar is bijna twee meter lang. Ondanks zijn aanleg voor basketbal, besloot hij te gaan voor een carrière in de muziek.
Salumu rapt vaak persoonlijke teksten over zijn eigen leven en de mensen om hem heen, zoals over zijn vader die een tijd lang kanker had. Diens ziekte inspireerde hem om nog harder te werken aan zijn muziekcarrière. Tevens rapt hij ook over andere zaken zoals meisjes en drugs.
Na zijn single Champion Sound, die uit kwam in 2015, tekende hij bij het label Sony Music. Nog hetzelfde jaar verscheen zijn debuutalbum Soft Parade. Sindsdien staat hij internationaal in de belangstelling. Begin 2016 trad hij op tijdens het Amerikaanse festival South by Southwest dat een van de grootste muziekfestivals ter wereld is. Daarnaast trad hij op tijdens tientallen festivals in België, Nederland en Frankrijk.
In 2015 bracht Salumu zijn eerste album uit onder de naam Soft Parade, deze haalde de 63e plek in de Vlaamse Ultratop 200 Albums. Een jaar later, in 2016, bracht hij zijn Mixtape genaamd Space Cowboy uit.
In 2016 trad hij op het hoofdpodium op van het Schoolrock Festival in Kontich bij Antwerpen. Tevens trad hij in 2016 op in de Nederlandse televisieprogramma's De Wereld Draait Door en 101Barz.
In het voorjaar van 2021 verzorgde Salumu samen met Davina Michelle de titelsong voor de nieuwe seizoenen van Big Brother, die sinds dat jaar worden uitgezonden(de gezamenlijke seizoenen van Nederland en België).

## Discografie

### Singles
| Single met eventuele hitnotering(en) in de Nederlandse Top 40 | Datum van verschijnen | Datum van binnenkomst | Hoogste positie | Aantal weken | Opmerkingen                                 |
| ------------------------------------------------------------- | --------------------- | --------------------- | --------------- | ------------ | ------------------------------------------- |
| Big Brother                                                   | 2021                  | 09-01-2021            | tip22           | 3            | met Davina Michelle / Titelsong Big Brother |

### Overige singles
- 2015: Champion Sound
- 2015: About The Dutch
- 2015: What If
- 2015: Night Slugs
- 2016: Planet Shrooms
- 2016: Lucky Strike
- 2017: REEFA
- 2017: Tokyo Drift
- 2017: Problems
- 2018: Too Soft
- 2018: Never Trust Again
- 2019: Sidelines
- 2019: Pending
- 2020: Bad
- 2020: What Typa Time (ft. Isaiah Rashad)

### Albums
- 2015: Soft Parade
- 2020: In Between Spaces

### Mixtapes
- 2016: Space Cowboy